# Никола Радовани
Никола Радовани е епископ на Софийско-Пловдивска епархия за близо 10 години в средата на XVIII в. Той е бил епископ и единствен свещеник за цялата епархия.

## Биография
Никола Анджели Радовани е роден през 1714 г. в Шкодра, Албания. Няма данни за неговата дейност преди идването му в България.
След трагичните събития с Михаил Добромиров и Никола Бошкович Софийско-Пловдивската епархия остава без свещеник за около 5 години. Едва в 1742 г., турското правителство разрешило да се изпрати един католически епископ в Тракия, за да възобнови мисията.
На 23 септември 1743 г. Никола Радовани е бил избран за Софийски архиепископ и ръкоположен за такъв на 9 май 1745 г. Основен източник за дейността на Радовани са неговите записки. По време на неговото пребиваване в България не е имало друг свещеник в епархията. Проявява неуморна дейност, като сам обикаля своите енориаши. От регистрите на кръщенетата се вижда, че той е бил в постоянно движение. Не е могъл да престои в едно село дори и 24 часа. 
На 1 март 1752 г. е назначен за Драчки архиепископ в Албания. Напуска България на 2 април 1753 г. Умира на 16 май 1774 г.

## Записки на Никола Радовани
...От там се опътих за Селджиково, 4 часа разстояние. Там покръстих 15 деца и причестих 25 души. Намерих къщи католишки – 32, всичко 201 души.
Тръгнах за Дуванлии, четвърт час разстояние – покръстих деца 13, причестих 55. Намерих къщи 51, всичко 331 души. 
От там отидох в Хамбарлии, далеч половин час – покръстих 20, причестих 10 и намерих къщи 54, всичко 341човека.
После отидох в Даваджово, два часа и половина далеч – покръстих 14, причестих 35, а намерих къщи 43, всичко 240 души. 
Тръгнах от там за Калъчлии, 8 часа разстояние – покръстих 39, причестих 76, намерих 206 къщи, всичко 629 човека. 
Отпътувах за Балтаджии – покръстих 13 души, причестих 54 и намерих 49 католически къщи с 375 души...